# Ulbo de Sitter (bedrijfskundige)
Lamoraal Ulbo de Sitter (Jönköping, 2 april 1930 - Heusden, 18 december 2010) was een Nederlands socioloog en hoogleraar bedrijfskunde aan de Universiteit van Nijmegen, bekend als grondlegger van de moderne sociotechniek in Nederland.

## Biografie
Ulbo de Sitter, geboren in 1930, was vernoemd naar zijn vader Ulbo de Sitter (1902-1980), een geoloog verbonden aan de Rijksuniversiteit Leiden. Hij studeerde sociologie aan de Universiteit van Amsterdam, en promoveerde in 1970 aan de Rijksuniversiteit Leiden op het onderwerp "Leiderschapsvorming en leiderschapsgedrag in een organisatie".
Na zijn studie in Amsterdam begon hij als bedrijfssocioloog bij de centrale directie van de PTT, en werkte later als wetenschappelijk medewerker bij het Sociografische Werkgemeenschap van de Universiteit van Amsterdam. In 1971 werd hij benoemd als hoogleraar aan TU Eindhoven. De titel van zijn inaugurele rede was "Het spel en de knikkers: kanttekeningen bij conflict en macht in produktiesystemen". In 1981 deed hij in opdracht van het WRR onderzoek naar de kwaliteit van de arbeid, organisatie en arbeidsverhoudingen en schreef hierover het rapport "Op weg naar nieuwe fabrieken en kantoren : produktie-organisatie en arbeidsorganisatie op de tweesprong". Van 1986 tot 1988 was hij directeur van de Adviesgroep Koers in 's-Hertogenbosch. In 1990 werd hij benoemd tot hoogleraar Moderne Sociotechniek aan de Universiteit van Nijmegen, waar hij op 31 maart 1995 afscheid nam als hoogleraar.

## Werk
De Sitter is vooral bekend omdat hij de oorspronkelijk Britse sociotechniek in Nederland introduceerde en verder ontwikkelde. Sociotechniek is afgeleid uit de systeemtheorie en betreft een herontwerp- en change-managementtheorie die in de vijftiger jaren van de vorige eeuw aan het Tavistock Institute (UK) ontstond. Op basis van de ervaringen in organisaties werd de theorie aan universiteiten en bij onderzoeksbureaus verder uitgewerkt en vernieuwd.
De Sitter werkte als hoogleraar aan TU Eindhoven aan ideeën onder de noemer mens (socius) en organisatie (hulpmiddel, werkstructuur).

## Publicaties
De Sitter schreef verschillende boeken, artikelen en rapporten met name over systeemtheorie en sociotechniek. Een selectie:
- 1964. Buurt, jeugd en vrije tijd : rapport van een onderzoek in de Amsterdamse Pijp. Ism. W.F. Heinemeijer, Gemeentelijk Bureau voor de Jeugdzorg.
- 1970. Leiderschapsvorming en leiderschapsgedrag in een organisatie. Proefschrift Leiden
- 1981. Op weg naar nieuwe fabrieken en kantoren. Kluwer.
- 1986. Het flexibele bedrijf. (red.) Kluwer, 1986.
- 1994. Synergetisch produceren. Van Gorcum, Assen 1994

- Bibliothèque nationale de France: cb12871102g (data)
- Gemeinsame Normdatei: 14013834X
- International Standard Name Identifier: 0000 0000 8401 4178
- Library of Congress Control Number: n79065090
- Nationale Bibliotheek van Israël: 987007379074605171
- Nederlandse Thesaurus van Auteursnamen: 068941196
- Virtual International Authority File: 93928790
- WorldCat: E39PBJwXd3FhgFQQP6BBRTtYfq